# L'Entrée du cimetière
L'Entrée du cimetière (en allemand : Friedhofseingang) est un tableau du peintre allemand Caspar David Friedrich, réalisé vers 1825. Il fait partie de la collection de la Galerie Neue Meister à Dresde en Allemagne.

## Description
Ce tableau représente l'entrée du cimetière Trinitatis de Dresde. 
1er plan : Des parents éplorés, habillés de noir, s'appuient sur les piliers de l'entrée. Ils représentent le deuil et la tristesse d'avoir perdu un être qui leur était cher : un tombeau d'enfant est ouvert au premier plan. Cet enfant est représenté sous la forme d'un crocodile. 
2nd plan : La nature reprend le dessus sur les pierres tombales, le cimetière est délaissé. On a du mal à distinguer les tombes à cause de la végétation et du brouillard qui commence à s'installer
Arrière plan : Il y a des arbres au fond, la forêt est assez dense et haute, surprenant dans un cimetière. Un épais brouillard recouvre le tronc des arbres de cette forêt. 
Le tableau est, dans sa globalité, assez sombre pour sans doute représenter la mort. On dirait que le champ est un champ de mais.
Ce tableau représente aussi une sensation d'emprisonnement à cause de deux immenses piliers et la grille mais celle-ci est au contraire ouverte comme une invitation à rejoindre ce mélange naturel représentant la mort. Nous pouvons aussi remarquer une certaine forme de sérénité, de calme dans ce tableau (silence de la mort ?).

## Historique
Le tableau serait une œuvre inachevée. Friedrich a alors une maladie cérébrale qui l'emportera. C'est à cette époque que le thème des cimetières apparaît dans son œuvre.